# Sergio Sebastiani
Sergio Sebastiani (Montemonaco, 11 aprile 1931 – Roma, 16 gennaio 2024) è stato un cardinale e arcivescovo cattolico italiano.

## Biografia
Nacque a Montemonaco l'11 aprile 1931.

### Formazione e ministero sacerdotale
Si formò inizialmente presso il seminario vescovile di Ascoli Piceno, dove entrò nel 1940, e dal 1946 nel seminario arcivescovile di Fermo. Nel 1951 si trasferì a Roma, presso l'Almo collegio Capranica ed ottenne la licenza in teologia presso la Pontificia Università Gregoriana. In seguito si laureò in diritto canonico presso la Pontificia Università Lateranense.
Il 15 luglio 1956 fu ordinato presbitero dall'arcivescovo di Fermo, Norberto Perini.
Entrò nella Pontificia accademia ecclesiastica e nel 1960 divenne segretario della nunziatura apostolica del Perù; nel 1962 fu trasferito alla nunziatura apostolica del Brasile e nel 1966 alla nunziatura apostolica del Cile.
Nel 1967 il sostituto della Segreteria di Stato, Giovanni Benelli, lo volle in Segreteria di Stato della Santa Sede, come segretario dei cardinali Amleto Cicognani e Jean-Marie Villot e in seguito lo pose a capo della Segreteria dello stesso sostituto della Segreteria di Stato.
Nel 1974 fu nominato consigliere della nunziatura apostolica di Parigi e ricevette incarichi speciali presso il Consiglio d'Europa.

### Ministero episcopale e cardinalato
Il 27 settembre 1976 fu nominato arcivescovo titolare di Cesarea di Mauritania, pro-nunzio apostolico in Madagascar e pro-nunzio apostolico nelle Mauritius, con incarico di delegato apostolico nella Riunione e nelle Comore. Ricevette l'ordinazione episcopale il 30 ottobre 1976. Dall'8 gennaio 1985 al 15 novembre 1994 fu nunzio apostolico in Turchia.
Il 3 novembre 1997 venne nominato presidente della Prefettura degli affari economici della Santa Sede, incarico che gli è rimasto fino al 21 aprile 2008.
Fu elevato al rango di cardinale da papa Giovanni Paolo II nel concistoro del 21 febbraio 2001.
Fu membro della Congregazione per i vescovi, della Congregazione per il clero, della Congregazione delle cause dei santi, del Pontificio consiglio per la promozione dell'unità dei cristiani, del Pontificio consiglio per il dialogo interreligioso e del Supremo tribunale della Segnatura apostolica.
Il 21 febbraio 2011 optò per l'ordine dei cardinali presbiteri, mantenendo invariata la diaconia elevata pro hac vice a titolo presbiterale.
L'11 aprile 2011 compì 80 anni, perdendo così il diritto al voto in conclave.
Morì a Roma il 16 gennaio 2024 all'età di 92 anni. Il funerale fu celebrato il giorno seguente, presso l'altare della Cattedra nella basilica di San Pietro in Vaticano, dal decano del collegio cardinalizio Giovanni Battista Re; al termine della messa il rito dell'ultima commendatio e della valedictio fu presieduto da papa Francesco. Il 18 gennaio il feretro raggiunse Ascoli Piceno per la sepoltura nella cappella di famiglia del locale cimitero dopo una seconda celebrazione di suffragio.

## Genealogia episcopale e successione apostolica
La genealogia episcopale è:
- Cardinale Scipione Rebiba
- Cardinale Giulio Antonio Santori
- Cardinale Girolamo Bernerio, O.P.
- Arcivescovo Galeazzo Sanvitale
- Cardinale Ludovico Ludovisi
- Cardinale Luigi Caetani
- Cardinale Ulderico Carpegna
- Cardinale Paluzzo Paluzzi Altieri degli Albertoni
- Papa Benedetto XIII
- Papa Benedetto XIV
- Papa Clemente XIII
- Cardinale Giovanni Francesco Albani
- Cardinale Carlo Rezzonico
- Cardinale Antonio Dugnani
- Arcivescovo Jean-Charles de Coucy
- Cardinale Gustave-Maximilien-Juste de Croÿ-Solre
- Vescovo Charles-Auguste-Marie-Joseph Forbin-Janson
- Cardinale François-Auguste-Ferdinand Donnet
- Vescovo Charles-Emile Freppel
- Cardinale Louis-Henri-Joseph Luçon
- Cardinale Charles-Henri-Joseph Binet
- Cardinale Maurice Feltin
- Cardinale Jean-Marie Villot
- Cardinale Sergio Sebastiani

La successione apostolica è:
- Vescovo Antuvan Marovitch (1987)
- Vescovo Louis Pelâtre, A.A. (1992)
- Arcivescovo Piero Coccia (2004)